# Eastern Province Elephants
Dernière mise à jour : 18 décembre 2012.
Les Eastern Province Elephants sont une équipe sud-africaine de rugby à XV qui participe chaque année à la Currie Cup. Ils jouent en rouge et noir et évoluent au EPRFU Stadium, anciennement Boet Erasmus Stadium, à Port Elizabeth dans la province du Cap-Oriental. En juillet 2010, la fédération provinciale décide de remplacer l'ancien nom de Mighty Elephants par celui de Kings afin de l'aligner sur celui de la franchise qu'elle espère faire entrer à terme dans le Super 15, les Southern Kings, une première fois recalée début 2010 au profit des Melbourne Rebels.
En 2018, le nom de Eastern Province Elephants est à nouveau adopté, à la suite des diverses crises avec les Southern Kings,.

## Historique
L'Eastern Province est fondée en 1888, ce qui en fait la troisième plus ancienne fédération régionale d'Afrique du Sud après la Western Province et le Griqualand West, mais malgré son ancienneté, l'Eastern Province n’a jamais remporté la Currie Cup. Elle a toutefois battu à deux reprises les Lions britanniques en tournée (en 1924 et 1955). Depuis mai 2006, ses joueurs sont susceptibles d’être retenus pour jouer avec les Cheetahs,[Information douteuse] franchise du Super 14. L'un de ses joueurs les plus célèbres fut Danie Gerber qui jouait au poste de centre dans les années 1980.

## Personnalités du club
- Allister Coetzee